# Nord und Süd
Die Zeitschrift Nord und Süd wurde 1877 von dem Schriftsteller und Publizisten Paul Lindau bei S. Schottländer in Breslau gegründet und später in Berlin weitergeführt. Es handelte sich um eine literarische Zeitschrift mit internationalen Themen. Im Jahr 1909 ging die unter anderem von Werner Sombart und Richard Strauss und unter Mitwirkung von Hugo von Hofmannsthal herausgegebene Zeitschrift Morgen in Nord und Süd auf.
Zu ihren bedeutendsten Veröffentlichungen gehört der 1878 postum erschienene Aufsatz Über die allmähliche Verfertigung der Gedanken beim Reden von Heinrich von Kleist.
1904 übergab Lindau die Herausgeberschaft und Redaktion an Curt Hadlauer, der die Zeitschrift in den eigenen „Nord und Süd Zeitschriften-Verlag“ Berlin überführte. 1912 erwarb der alte Verlag S. Schottländer in Breslau die Zeitschrift zurück und übergab die Redaktion im Januar 1912 dem Professor, Pazifisten und Journalisten Ludwig Stein als neuem Herausgeber. Stein gab der Zeitschrift durch stärkere Hinwendung zu Völkerrecht und Diplomatie ein neues Profil, wozu er zahlreiche Staatsmänner aus vielen Ländern als Autoren gewann und aktiv zu internationalen Konfliktlösungen zur Kriegsvermeidung aufrief. Mit offenen Briefen verschiedener internationaler Akteure wurde die Zeitschrift teilweise selbst zum Vehikel der Diplomatie. Während der von hoher Inflation, Papier-, Anzeigen- und Abonnentenmangel geprägten Nachkriegs-Pressekrise stellte sie 1920 ihr Erscheinen vorübergehend ein. Stein belebte sie 1927 wieder, als die Versöhnungs- und Entspannungspolitik zwischen Frankreich und Deutschland, das nun dem Völkerbund beigetreten war, ihren Höhepunkt erreichte. Der Carl Heymanns Verlag in Berlin übernahm Produktion und Vertrieb. Die Schriftleitung übernahm die polnisch-deutsch-französische Journalistin Antonina Vallentin. Stein betonte, dem alten „Programm der Vermittlung und Verständigung unter den Völkern, Rassen, Konfessionen, Klassen und Parteien“ treu bleiben zu wollen; aber:

„Die Monatsschrift soll ein Sprechsaal für alle diejenigen sein, die gewillt und entschlossen sind, am Wiederaufbau der Welt schöpferisch mitzuwirken. Das Belletristische und rein Literarische, das Nord und Süd aus der alten Tradition Paul Lindaus noch beibehalten hatte, wird nunmehr fallengelassen, um dem politischen, ökonomischen, finanziellen und allgemein kulturellen Leben den Platz zu räumen. Eine Arbeitsteilung hat sich in der Nachkriegszeit als notwendig erwiesen.“

Die Zeitschrift überlebte die Weltwirtschaftskrise nicht. 1930 verschwand sie endgültig vom Markt.
Im Internet Archive und bei mehreren amerikanischen Universitäten (über Hathi Trust) sind zahlreiche Ausgaben digitalisiert veröffentlicht worden, die über Wikisource (siehe Weblinks) aufrufbar sind.
2003 veröffentlichte der Harald Fischer Verlag eine Mikrofiche-Gesamtausgabe aller 53 Jahrgänge (81.000 Seiten) von 1877 bis 1930.